# Банкет у Шаренграду
„Банкет у Шаренграду” је југословенски ТВ филм из 1963. године. Режирао га је Здравко Шотра а сценарио је написао Љуба Поповић.

## Улоге
| Глумац                  | Улога                         |
| ----------------------- | ----------------------------- |
| Љубомир Дидић           |                               |
| Драган Лаковић          |                               |
| Живојин Жика Миленковић | (као Живојин Жика Миленковић) |
| Никола Милић            |                               |
| Ташко Начић             |                               |
| Радослав Павловић       |                               |
| Јован Радовановић       |                               |
| Љиљана Ристић           |                               |
| Жижа Стојановић         |                               |
| Еуген Вербер            |                               |
| Павле Вугринац          |                               |